# KRH 92

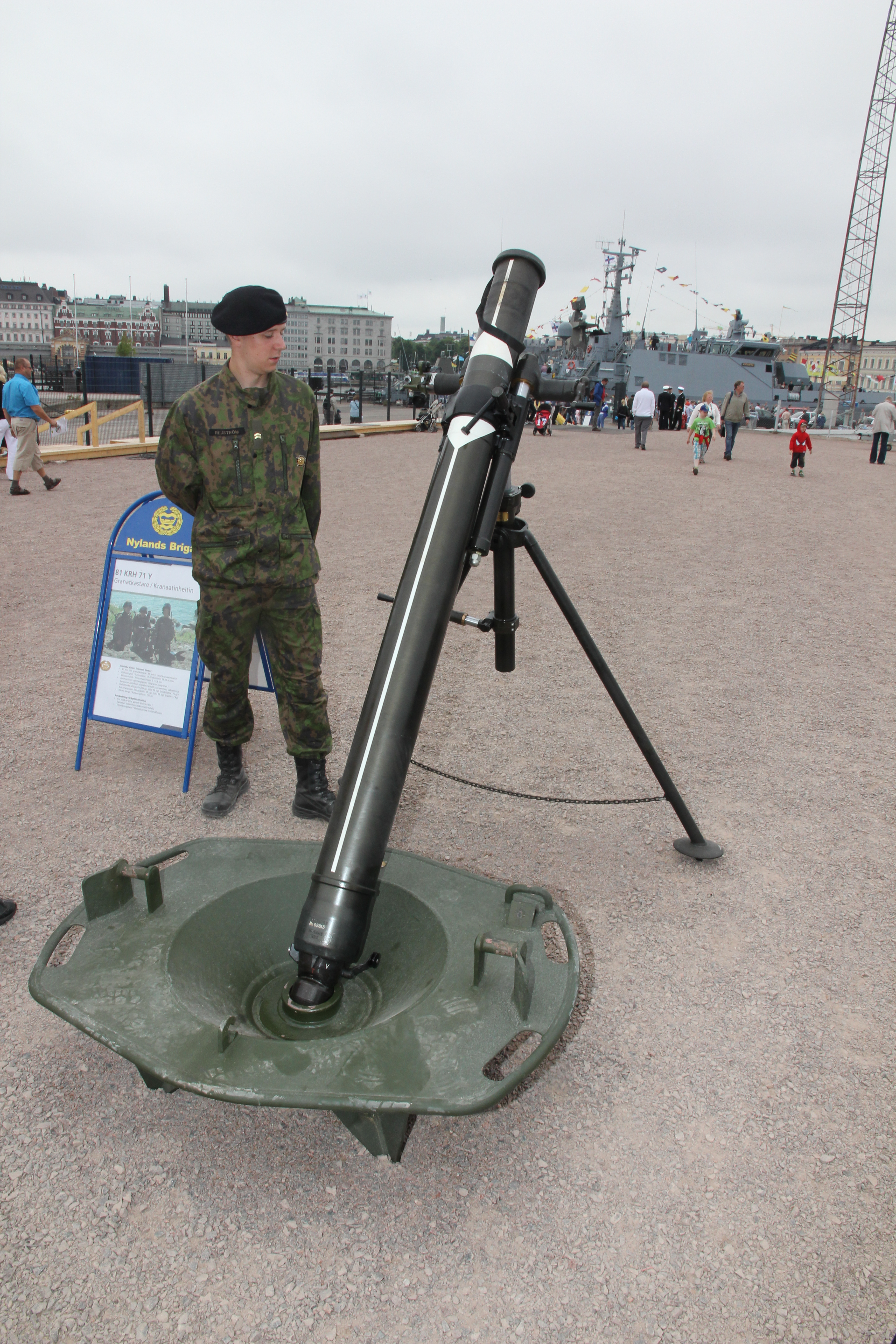

KRH 92 (120-мм kranaatиinheitin, malli 1992) — 120-мм миномёт финского производства.

## История
По инициативе генерал-майора Вильхо Ненонена финская оборонная промышленность производит миномёты, различных калибров начиная с 1930-х годов, долгое время финские миномёты не экспортировались в другие страны, хотя некоторые уникальные решения применялись в конструкции миномётов других стран. Впервые Финляндия передала свои наработки в области производства миномётов израильской компании Soltam для улучшения отношений и повышения обороноспособности Израиля.
Данный миномёт применялся для огневой поддержки и подавления окопавшихся бойцов противника, мог так же использоваться для постановки дымовых завес или освещения местности, при помощи дымовых или осветительных снарядов соответственно. На поле боя доставляется при помощи грузовых автомобиль. Расчёт состоит из 7 человек.
В августе 2022 года было замечено применение этого миномёта украинскими войсками во время Русско-Украинской войны, На фотографиях было видно расчёт из 4 человек. О поставке данных миномётов официальные лица Финляндии не заявляли.

## Характеристики
- Калибр: 120 мм
- Масса:
  - В боевом положении: 159 кг
  - В транспортном положении: 342 кг
- Скорострельность: 15 выстр/мин
- Дальность: 7,3 км (максимальная эффективная дальность)
- Типы боеприпасов: осколочно-фугасные, дымовые, осветительные и учебные снаряды
  - Масса осколочной мины: 12,8 кг
  - Скорость полёта мины: 362 м/с
- Производитель: Финляндия